# Društvo "Hrvatska žena" – Baranja Beli Manastir
Društvo "Hrvatska žena" – Baranja Beli Manastir (skraćeno "Hrvatska žena") upisano je u službeni Registar udruga Republike Hrvatske  Arhivirana inačica izvorne stranice od 22. listopada 2006. (Wayback Machine) u rujnu 2000. godine sa sjedištem u Belom Manastiru, Ulica kralja Zvonimira 2. 
U programu rada ima: iniciranje i organiziranje samostalnih izložbi ručnih radova ("Iz sanduka naših baka", "Vinova loza u narodnom rukotvorstvu"...); okupljanje žena; sudjelovanje u pjevačkom zboru; čuvanje tradicije narodnog veza; bavljenje vezenjem, kukičanjem, pletenjem te izradom suvenira na starom domaćem platnu...
Društvo "Hrvatska žena" redoviti je sudionik Jeseni u Baranji, a svoje rukotvorine stalno izlaže na više mjesta u Belom Manastiru, često pretvarajući zapuštene zgrade u izložbene prostore.
Izvor:
- Imenik udruga Baranje